# Jardin Nelson-Mandela
Pour l’article homonyme, voir Jardins Nelson Mandela.
 (décembre 2013).
Si vous disposez d'ouvrages ou d'articles de référence ou si vous connaissez des sites web de qualité traitant du thème abordé ici, merci de compléter l'article en donnant les références utiles à sa vérifiabilité et en les liant à la section « Notes et références ».
Le jardin Nelson-Mandela, anciennement jardin des Halles, est un espace vert d'environ quatre hectares au milieu du quartier des Halles du 1er arrondissement, au centre de la ville de Paris, en France. Il a été créé dans les années 1980 sur l'emplacement des anciennes Halles de Paris. Le jardin repose sur la dalle qui recouvre le Forum des Halles, un centre commercial abritant également quelques activités culturelles. Le jardin comprend plusieurs pelouses et de nombreuses plantations d'arbres et d'arbustes. Parmi les éléments remarquables figurent le jardin des Enfants, une serre tropicale enfouie dans le sous-sol et la place René-Cassin qui forme un petit amphithéâtre. Une refonte du jardin, menée en parallèle à celle du Forum, a débuté en 2010 et s'achève en 2018.

## Situation et accès

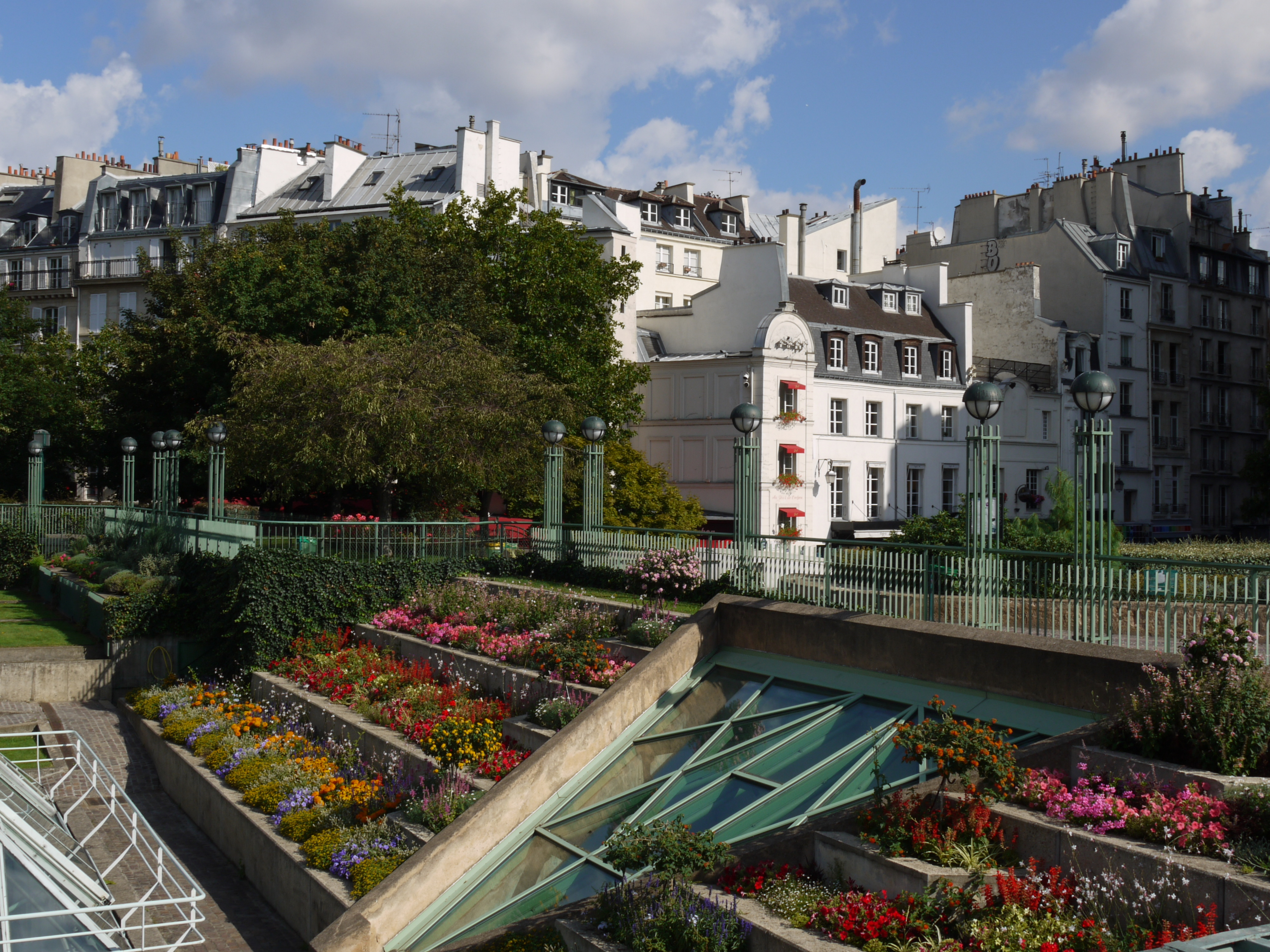
Jardin des Halles.

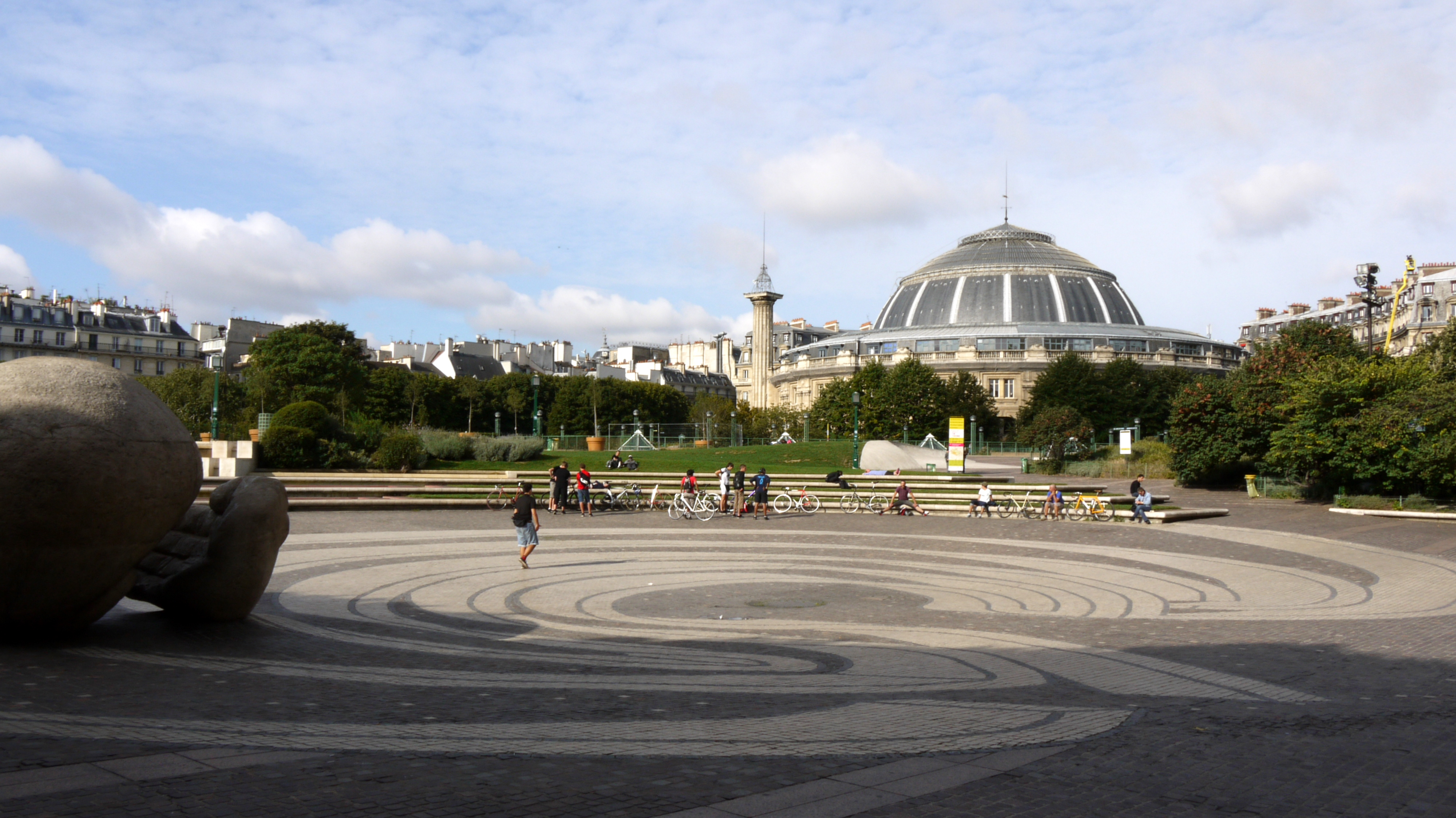
Place René-Cassin.

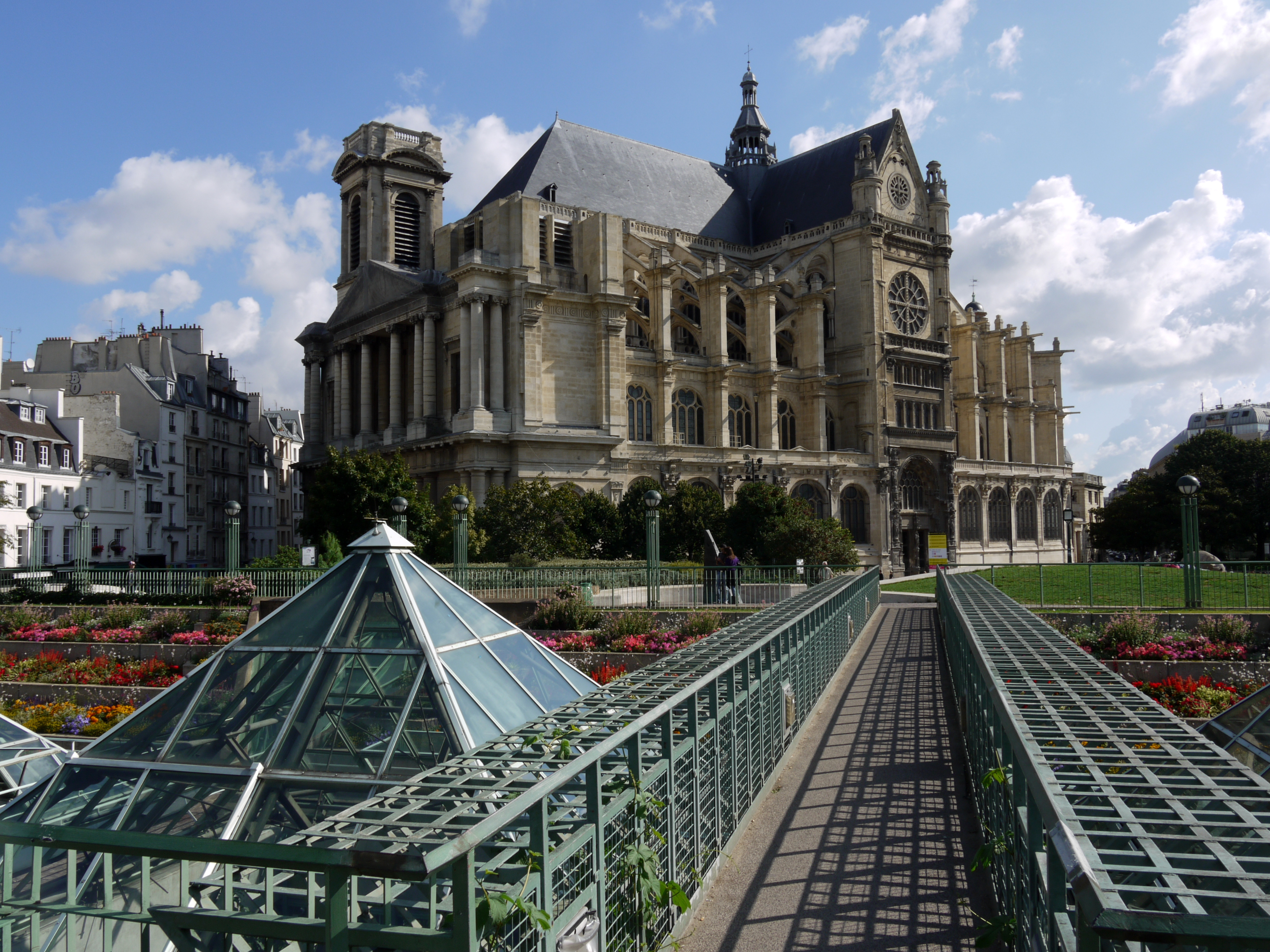
Jardin des Halles, vue sur l'église Saint-Eustache.

Le jardin est situé au-dessus du Forum des Halles, dans le 1er arrondissement de Paris et de la gare de Châtelet - Les Halles, où convergent trois lignes de RER, constituant le plus important pôle de transports de la région d’Île-de-France. De forme globalement rectangulaire, il est délimité au nord par la rue Rambuteau, au sud par la rue Berger, à l'ouest par la rue de Viarmes et à l'est par la Canopée. L’église Saint-Eustache et la Bourse de commerce, sur la façade de laquelle est accolée la colonne Médicis, sont situées à proximité immédiate.
Il est desservi par la ligne 4 à la station Les Halles et par les lignes de RER A, B et D à la gare de Châtelet - Les Halles.

## Origine du nom
Il porte le nom de Nelson Mandela (1918-2013) dirigeant historique de la lutte contre le système politique institutionnel de ségrégation raciale (apartheid) avant de devenir président de la République d'Afrique du Sud de 1994 à 1999.

## Historique
Le jardin occupe une partie de l'emplacement des anciennes Halles de Paris, démolies en 1973. Il est aménagé par l'architecte Louis Arretche en 1986 et ouvert au public en 1988.
Réagissant au décès de Nelson Mandela survenu le 5 décembre 2013, le maire de Paris Bertrand Delanoë a annoncé qu’il proposerait au Conseil de Paris du 16 décembre 2013 que le jardin des Halles soit baptisé « jardin Nelson-Mandela ». La proposition a été acceptée et la plaque officialisant le nom est dévoilée le 19 décembre 2013.

## Caractéristiques
Le jardin est construit sur une dalle recouvrant des aménagements souterrains : le Forum des Halles, la voirie souterraine des Halles et la gare de Châtelet - Les Halles, ce qui implique la présence en son sein d’installations destinées à permettre l’accès et l’aération de ces aménagements. Il est organisé autour de plusieurs allées. L'allée Jules-Supervielle est un mail bordé de tilleuls et de marronniers tandis que l'allée Saint-John-Perse comprend de nombreuses fontaines et bassins ; elles débouchent sur la place René-Cassin. Le jardin comporte également de nombreuses arcades qui font référence aux anciennes Halles de Paris.
L'ouest du jardin comprend une serre tropicale de 450 m2 éclairée par quatre pyramides de verre. Le nord-est est occupé par le jardin Lalanne.
Plusieurs œuvres sont disposées dans le jardin. Sur la place René-Cassin, Écoute et Cadran solaire à fibres optiques d'Henri de Miller ; sur la rue Berger, Vizitor de Barry Flanagan.

Plan du jardin.

## Refonte du jardin (2010-2018)
La serre tropicale est supprimée pour laisser place à une salle souterraine de pratique du parkour, le Centr'Halles Park, en 2016. En surface, des aires de jeux pour enfants ont été aménagées.

## Pour approfondir